# Essonne en Scène
Essonne en Scène est un festival de musique se déroulant à Chamarande, en Essonne, actif de 2019 à 2024.
Ce festival a lieu tous les ans durant deux jours, soit en juin en soit en septembre selon les éditions, au sein du domaine de Chamarande, et repose sur une programmation quasi-exclusivement francophone.

## Historique

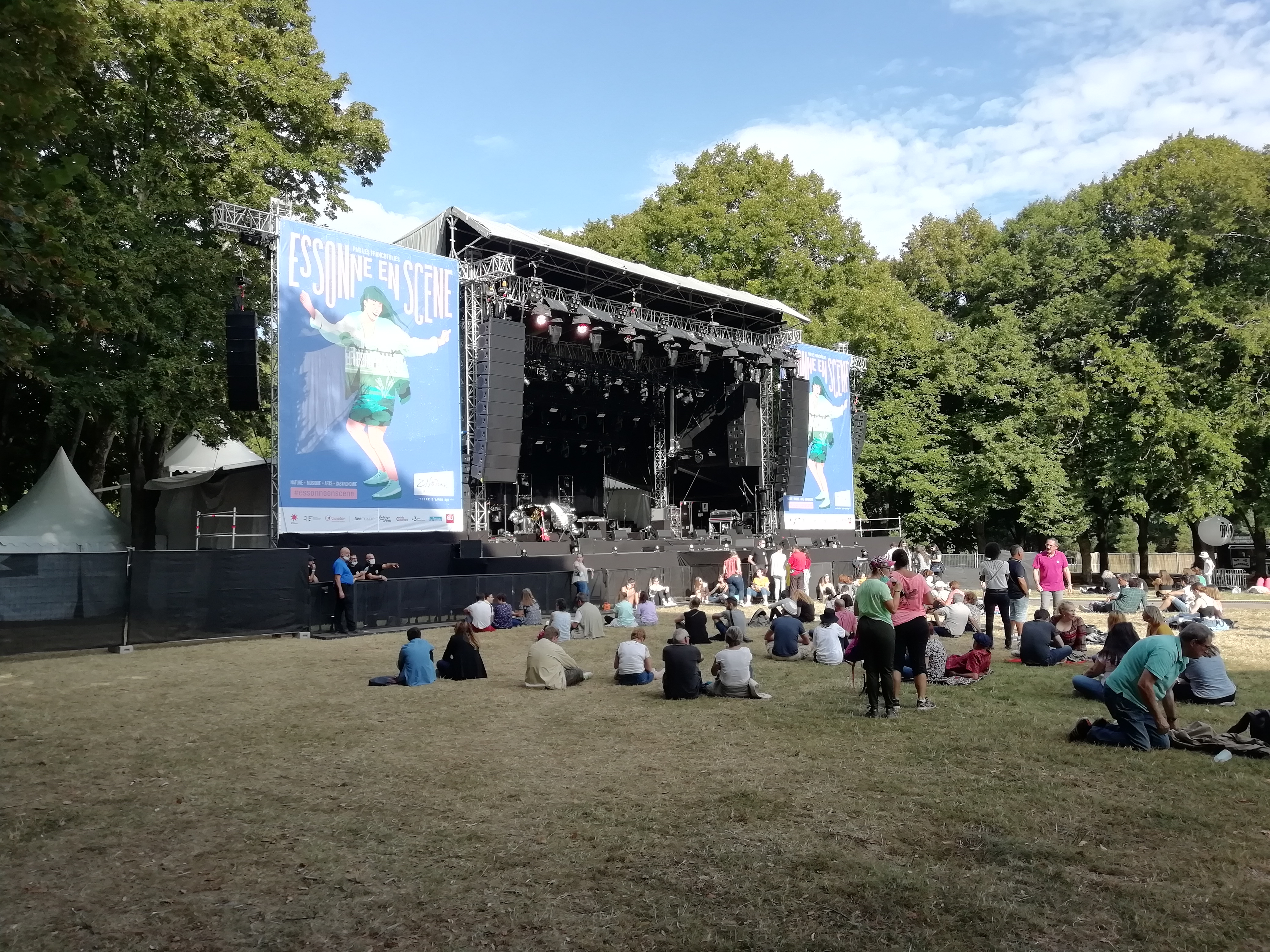
La scène du festival, lors de l'édition 2021.

En juin 2019, la première édition d'Essonne en Scène se déroule, avec notamment Zazie et Shaka Ponk en tête d'affiche.
La deuxième édition, qui aurait dû se tenir en juin 2020, a dans un premier temps été reportée en septembre avant d'être annulée en raison de la pandémie de Covid-19.
En 2023, le festival est renommé Festival RTL2 Essonne en Scène, en raison du partenariat avec RTL2.
Le 11 décembre 2024, le Conseil départemental de l'Essonne annonce, faute de budget, ne pas être en mesure de reconduire le festival en 2025, laissant présager pendant un temps la fin du festival.

## Fréquentation
- 2019 : 10 000 spectateurs[5]
- 2020 : édition annulée
- 2021 : 16 000 spectateurs
- 2022 : 16 000 spectateurs[6].
- 2023 : 20 000 spectateurs
- 2024 : 25 000 spectateurs[7].

## Programmation

### 2019
- Vendredi 28 juin : Zazie, Synapson, Gauvain Sers, Ask'em ;
- Samedi 29 juin : Shaka Ponk, Hyphen Hyphen, Canine, Wakan Tanka.

### 2020
Édition annulée en raison de la pandémie de Covid-19, mais auraient dû s'y produire :
- Vendredi 26 juin (reporté dans un premier temps au 4 septembre[8]) : Christophe Maé, Alma Forrer ;
- Samedi 27 juin (reporté dans un premier temps au 5 septembre) : Roméo Elvis, Therapie TAXI, Aloïse Sauvage ;
- Dimanche 28 juin (reporté dans un premier temps au 6 septembre) : ‐M‐, Voyou, KO KO MO[9].

### 2021
- Vendredi 3 septembre : Vianney, 47Ter, Videoclub, Carole Pelé, FØR ;
- Samedi 4 septembre : Jean-Louis Aubert, Catherine Ringer, Hervé, Ghinza, Cheshire ;
- Dimanche 5 septembre : Claudio Capéo, Boulevard des Airs, Suzane, Turfu et Dandyguel[10].

### 2022
- Vendredi 24 juin : Calogero, Victor Solf, Bandit Bandit, Salammbô, Alma Real, Vanessee Vulcane ;
- Samedi 25 juin : Julien Doré, Terrenoire, P.R2B, Global Network, La Boum Brute, Barkanan[11].

### 2023
- Vendredi 1er septembre : ‐M‐, Juliette Armanet, Zaho de Sagazan, Dynah, Kriill ;
- Samedi 2 septembre : Shaka Ponk, Adé, Pierre de Maere, Imparfait, La Veine, Triinu[12].

### 2024
- Vendredi 30 août : Kyo, Hoshi, Matmatah, Belle Vedhere ;
- Samedi 31 août : Mika, Étienne Daho, Santa, Blanche Esther, Vertiges, Nochka.